# Seyyit Hasan Paixà
Seyyid Hasan Paşa (? - Diyarbekir, 1748) fou un gran visir otomà, originari de Şebinkarahisar. Va entrar als geníssers i va escalar posicions arribant a general de brigada (kulkahyasi) el 1734, lluitant a Pèrsia. El juliol de 1738 fou ascendit a agha dels geníssers rebent el rang de visir el 23 de desembre de 1739 per la seva valentia en la guerra contra Àustria que es va acabar aquell any, tot i que va continuar en formar d'enfrontaments menors a la frontera. El 23 de setembre de 1743 fou nomenat gran visir per recomanació de Bashir, el cap (kizlaraghasi) dels eunucs negres de l'harem imperial. Sota el seu govern la guerra fronterera amb Àustria es va acabar per la convenció de 18 de gener de 1744; en canvi va lluitar contra Nàdir-Xah Afxar de Pèrsia; en matèria exterior va intentar un apropament a les potències occidentals. Fou destituït el 10 d'agost de 1746 i enviat desterrat a Rodes. La primavera següent (1747) va rebre el govern d'Ič-il i a la tardor fou traslladat al govern del Diyarbekir.